# 頭索動物亞門
头索动物亚门（學名：Cephalochordata）是脊索动物门的一个亚门。头索动物的脊索延伸到背神经管的前方，故名。其咽鳃裂众多。頭索動物一般稱為文昌魚，故又名狭心纲及文昌魚綱。因无真正的头部，又称为无头类（Acrania）。如白氏文昌鱼（Branchiostoma belcheri）。

## 分類
头索动物亞门有1个纲：头索纲（Leptocardii）。遍布于各地浅海海域。现存大约30种。
仅有两科：
- 文昌鱼科：白氏文昌鱼（Branchiostoma belcheri）。
- 偏文昌鱼科：短刀扁文昌鱼（Asymmetron cultellum）。

其中偏文昌鱼的显著特点是只在身体的右侧有生殖腺。